# 吴杰明
吴杰明（1958年6月—），河南省信阳市潢川县城关镇人。1976年12月加入中国人民解放军，中国人民解放军中将。中国人民解放军国防大学政委，第十九届中央候补委员。

## 简历
1982年7月，毕业于第二炮兵学院。1994年，获国防大学军事学硕士学位。2000年4月，任新疆军区步兵第六师副政治委员。2002年1月后，历任国防大学军队政治工作教研室副主任、主任，国防大学政治部主任等职。2012年11月，当选中国共产党第十八届中央纪律检查委员会委员。2013年12月，升任国防大学副政委。2016年8月，兼任国防大学纪委书记。2017年6月，担任国防大学政委。同年10月，中国共产党第十九次全国代表大会上当选中国共产党第十九届中央委员会候补委员。2018年2月24日，当选为第十三届全国人大代表。2021年8月，卸任国防大学政委。
2015年8月晋升中将军衔。